# Teodor Vasile
Teodor Vasile (nascido em 16 de agosto de 1947) é um ex-ciclista romeno. Competiu nos Jogos Olímpicos de Verão de 1972 e 1980 na prova de estrada individual e terminou na 60ª posição em 1972. Venceu uma etapa na Corria da Paz em 1977.